# Pilocrocis eurypalpalis
Pilocrocis eurypalpalis là một loài bướm đêm trong họ Crambidae.